# Spada (Familie)

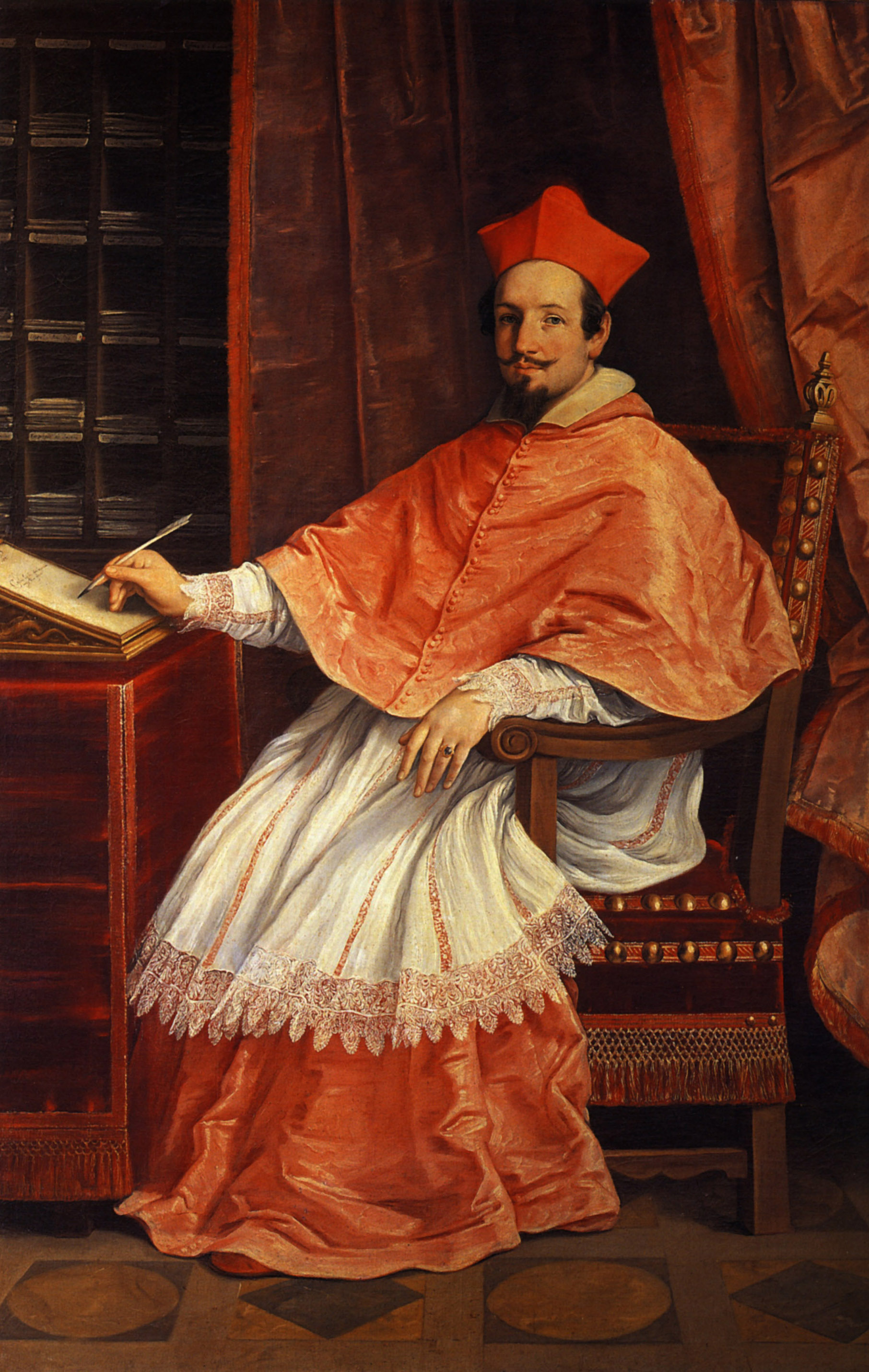
Bernardino Spada, der erste Kardinal in der Familie der Spada

Spada ist der Name einer italienischen Adelsfamilie aus dem in der Nähe von Bologna gelegenen Brisighella.

## Geschichte
Ihr Aufstieg begann mit Paolo Spada (1541–1631), der ein erfolgreicher Kaufmann war und im Laufe seines Lebens ein großes Vermögen erwarb. Dieser Reichtum ermöglichte seinem dritten Sohn Bernardino Spada eine Karriere an der Kurie, die schließlich in einem Kardinalsamt endete. Bernardino Spadas Handeln ermöglichte, dass 1636 der Familienerbe Orazio Spada Maria Veralli heiratete, die der letzte Spross der angesehenen Adelsfamilie der Veralli war. Aus dieser Ehe gingen 12 Nachkommen hervor. Der zweitgeborene Sohn Fabrizio Spada machte gleichfalls Karriere an der Kurie, erhielt nicht nur den Kardinalshut, sondern auch die einflussreiche Stelle eines Kardinalstaatssekretärs. Weitere Familienzweige etablierten sich in Bologna, Faenza und Spoleto. Der römische Zweig der Familie starb mit Clemente Spada im Jahre 1759 aus, das Erbe fiel an den Bologneser Zweig. Das Grafengeschlecht der Spada, dem der Protagonist des Abenteuerromans Der Graf von Monte Christo seinen sagenhaften Reichtum verdankt, beruht nur lose auf der historischen Familie.

## Vertreter der Familie
- Paolo Spada (1541–1631), Kaufmann
- Leonello Spada (Lionello Spada; 1576–1622), italienischer Maler
- Bernardino Spada (1594–1661), Kardinal
- Giovanni Battista Spada (1597–1675), Kardinal
- Fabrizio Spada (1643–1717), Kardinal und Kardinalstaatssekretär
- Alessandro Spada (1787–1843), Kardinal